# Henri Alphonse Gauvin
Pour les articles homonymes, voir Gauvin.
Henri Alphonse Gauvin, né le 5 août 1815 à Montréal et mort aux Bermudes le 2 mars 1841, est un patriote franco-canadien. 

## Biographie
Fils de Joseph Gauvin et de Marguerite Barsalou, médecin, Gauvin est un des membres les plus actifs des Fils de la Liberté. Il se fait remarquer à la bataille de Saint-Charles en 1837 mais, capturé en 1838, il est exilé avec Wolfred Nelson, Bonaventure Viger, Robert-Shore-Milnes Bouchette, Rodolphe Desrivières, Siméon Marchessault, Luc-Hyacinthe Masson  et Toussaint-Hubert Goddu aux Bermudes où il succombe d'une maladie contractée en prison. 
Jules Verne le mentionne dans son roman Famille-Sans-Nom (partie 2, chapitre II).